# Saint-Philbert-de-Grand-Lieu
Saint-Philbert-de-Grand-Lieu è un comune francese di 7 958 abitanti situato nel dipartimento della Loira Atlantica nella regione dei Paesi della Loira.

## Società

### Evoluzione demografica
Abitanti censiti